# Кляйн (Монтана)
Кляйн (англ. Klein) — переписна місцевість (CDP) в США, в окрузі Масселшелл штату Монтана. Населення — 163 особи (2020).

## Географія
Кляйн розташований за координатами 46°23′54″ пн. ш. 108°33′9″ зх. д. / 46.39833° пн. ш. 108.55250° зх. д. (46.398261, -108.552585).  За даними Бюро перепису населення США в 2010 році переписна місцевість мала площу 33,28 км², уся площа — суходіл.

## Демографія
Згідно з переписом 2010 року, у переписній місцевості мешкало 168 осіб у 73 домогосподарствах у складі 53 родин. Густота населення становила 5 осіб/км².  Було 107 помешкань (3/км²).
Расовий склад населення:
| - 99,4 % — білих - 0,6 % — корінних американців |

До двох чи більше рас належало 0,0 %. Частка іспаномовних становила 0,0 % від усіх жителів.
За віковим діапазоном населення розподілялося таким чином: 19,6 % — особи молодші 18 років, 54,2 % — особи у віці 18—64 років, 26,2 % — особи у віці 65 років та старші. Медіана віку мешканця становила 53,8 року. На 100 осіб жіночої статі у переписній місцевості припадало 102,4 чоловіків;  на 100 жінок у віці від 18 років та старших — 95,7 чоловіків також старших 18 років.
Середній дохід на одне домашнє господарство  становив 51 288 доларів США (медіана — 53 162), а середній дохід на одну сім'ю — 57 645 доларів (медіана — 53 860). За межею бідності перебувало 3,2 % осіб, у тому числі 0,0 % дітей у віці до 18 років та 14,8 % осіб у віці 65 років та старших.
Цивільне працевлаштоване населення становило 116 осіб. Основні галузі зайнятості: виробництво — 29,3 %, роздрібна торгівля — 25,9 %, науковці, спеціалісти, менеджери — 24,1 %.